# Albert Blaetter

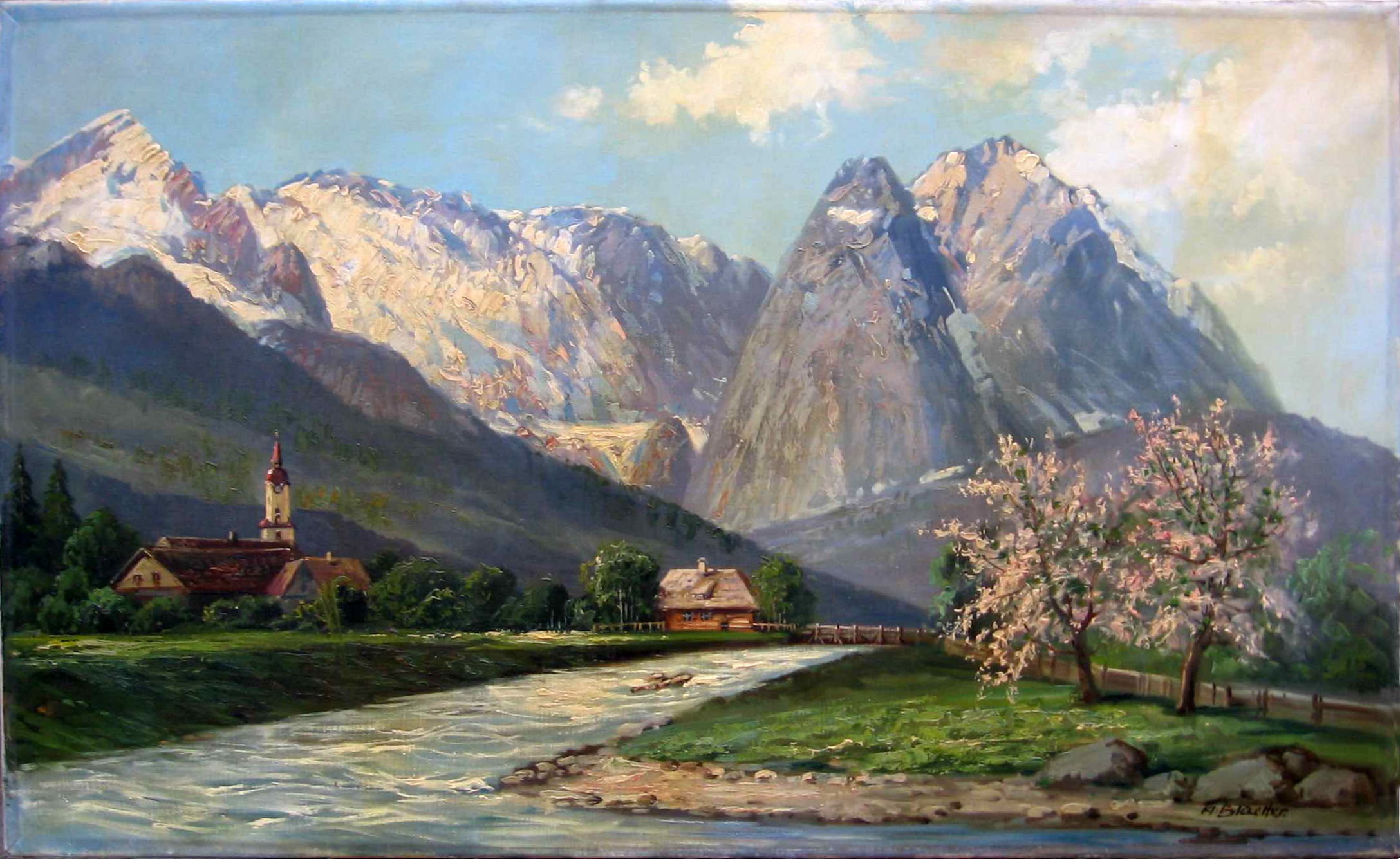
Kamień wodny Blaetter

Albert Blaetter (ur. 1878 w Berlinie zm. 1935 tamże) – niemiecki malarz-pejzażysta.
W swoich pracach uwieczniał głównie okolice Berlina, Bawarię i Norwegię. Jego dzieła zaczęły zyskiwać popularność dopiero na początku XXI wieku.

## Prace
- Fjord Hardanger (10,348 USD na aukcji w U.S.A. 8.12.2008);
- Droga wśród brzóz (6,520 USD na aukcji w U.S.A. 16.04.2014);
- Ulica w Rothenburgu (1,386 USD na aukcji w Niemczech 7.10.2007);
- Jesienny las ze strumieniem
- Sosny nad jeziorem,
- Widok portu w Rostocku
- Przeprawa Łodzią (1000 USD na aukcji w Polsce 2013).